# Платон (Корниляк)
Платон Володислав Корниляк (6 вересня 1920, Стебні — 1 листопада 2000, Мюнхен) — єпископ Української греко-католицької церкви, апостольський екзарх для українців греко-католиків у Німеччині та Скандинавії (1959–2000).

## Біографія
Народився 6 вересня 1920 року в селі Стебні на Буковині. Середню школу закінчив у ліцеї св. Василія Великого у Блажі 1939 року. В грудні того ж року був направлений до Рима на богословські студії, закінчивши які, 25 березня 1945 року прийняв ієрейські свячення з рук архієпископа Івана Бучка. Після свячень ще три роки продовжував вищі студії в Римі й захистив дві дисертації: з богослов'я (теза «De munere S. Augustini in illustranda efficacitate sacramentorum spectato Donatismo», Урбаніанський університет, захист 14 грудня 1946) і філософії (теза «La dialettica esistenziale del divino e dell'umano secondo Nicola Berdaeff», Григоріанський університет, захист 19 червня 1948), одержавши ступінь доктора.
У 1948 році о. Платон виїхав на душпастирську працю до Сполучених Штатів Америки. Працював спочатку як сотрудник на парафії в Олифант, Пенсільванія, а згодом при катедрі у Філадельфії (1948–1952), виконуючи також обов'язки секретаря єпископа; в 1952—1959 роках — канцлер.
У 1959 р. Папа Римський Іван XXIII утворив Апостольську Екзархію у Німеччині й призначив о. д-ра канцлера Платона Корниляка єпископом і першим екзархом. Єпископська хіротонія відбулася 7 липня 1959 року в митрополичому соборі у Філадельфії.
Єпископська влада Платона Корниляка стосувалася всіх вірних греко-католиків у ФРН. Вірні розсіяні були по різних місцевостях цієї країни, тому єпископ Платон був змушений на початку своєї діяльності багато подорожувати, відвідуючи різні українські громади і налагоджувати зв'язки з вірними. За його стараннями побудовано катедральний собор і парафіяльну домівку в Мюнхені та церкви в інших місцевостях.
Поширюючи територію екзархату, 1983 року Папа Іван Павло II долучив до нього Скандинавію.
Франц Йозеф Штраус, прем'єр Баварії, нагородив Владику Платона Баварським Хрестом Ордену «За заслуги» за важливий вклад в релігійному й культурному житті.
Єпископ Платон Корниляк заснував газету «Християнський Голос» — єдину українську католицьку газету в Західній Європі.
У травні 1992 року владика Платон вперше відвідав незалежну Україну і взяв участь у Синоді Єпископів.
18 грудня 1996 р. подав прохання про звільнення з обов'язків апостольського екзарха у зв'язку з досягненням відповідного віку, яке Папа Римський прийняв і 1 січня 1997 р. призначив єпископа Михаїла Гринчишина Апостольським Адміністратором екзархату.

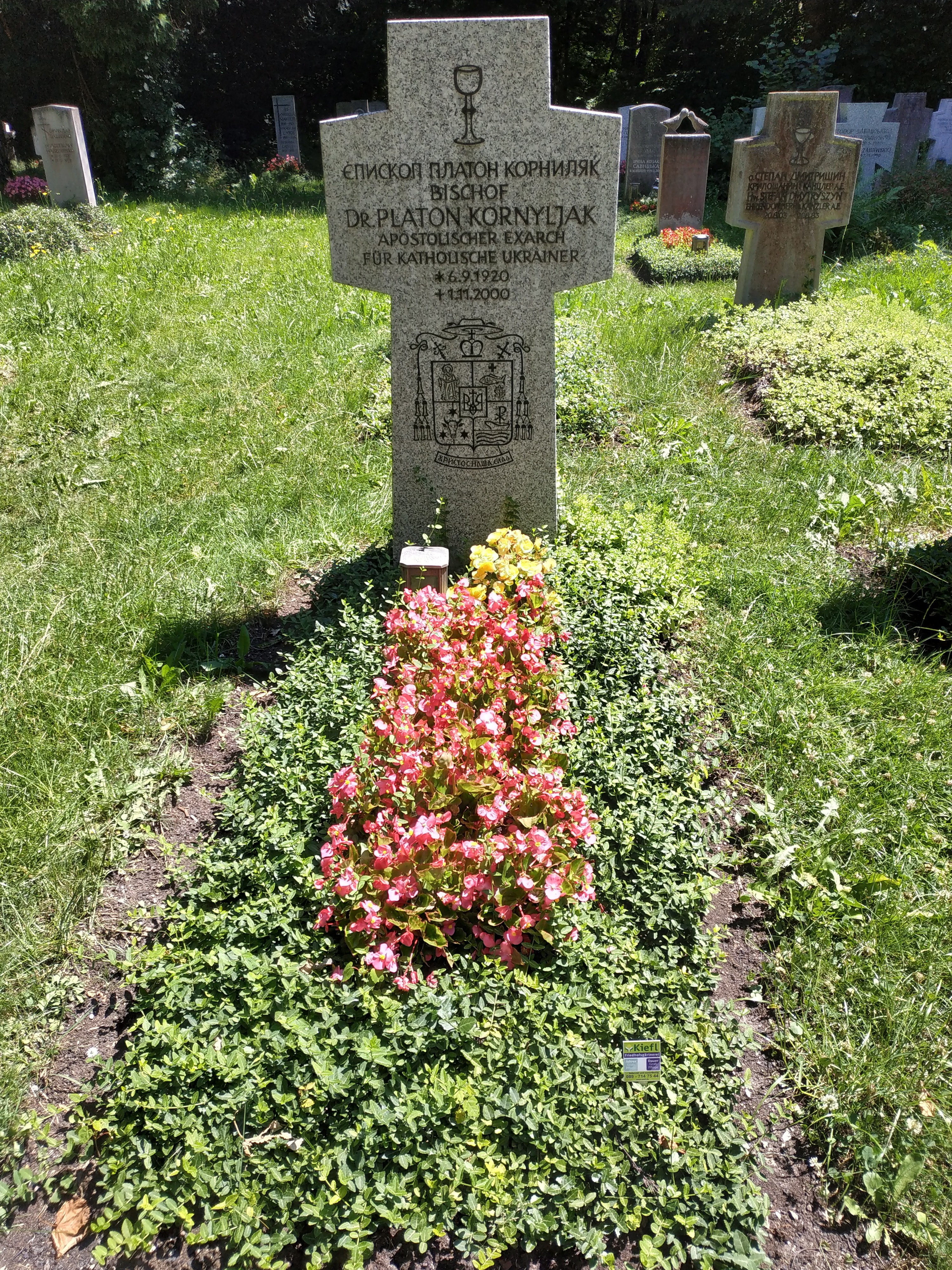
Могила Платона (Корниляка), сектор 421-IIІ

Єпископ Платон Корниляк помер 1 листопада 2000 року. Поховання відбулося 7 листопада того ж року на цвинтарі Вальдфрідгоф, нова частина, сектор 421-III поруч з могилою Ярослава Стецька.